# Petr Kalus
Petr Kalus (* 29. Juni 1987 in Ostrava, Tschechoslowakei) ist ein ehemaliger tschechischer Eishockeyspieler, der neun NHL-Spiele für die Boston Bruins und zwei NHL-Spiele für die Minnesota Wild absolvierte sowie vier Jahre bei den Houston Aeros verbrachte. Darüber hinaus war er in verschiedenen europäischen Ligen aktiv, zuletzt in Polen beim KS Cracovia Krakau.

## Karriere
Petr Kalus begann seine Karriere als Eishockeyspieler in seiner Heimatstadt in der Nachwuchsabteilung des HC Vítkovice, für dessen Profimannschaft er in der Saison 2004/05 sein Debüt in der Extraliga gab. Bei seinem einzigen Einsatz blieb er punkt- und straflos. Anschließend wurde er im NHL Entry Draft 2005 in der zweiten Runde als insgesamt 39. Spieler von den Boston Bruins ausgewählt. Zunächst spielte der Flügelspieler ein Jahr lang für die Regina Pats, die ihn beim CHL Import Draft desselben Jahres an Position drei gezogen hatten, in der kanadischen Juniorenliga Western Hockey League und erzielte für die Kanadier in insgesamt 66 Spielen 40 Tore und 23 Vorlagen. In der regulären Saison war er mit 36 Treffern bester Torschütze aller Rookies der WHL. In der Saison 2006/07 kam er für Boston zu seinem Debüt in der National Hockey League, in der er in neun Spielen vier Tore erzielte und eine Vorlage gab. Die gesamte restliche Spielzeit verbrachte er allerdings bei deren Farmteam Providence Bruins in der American Hockey League.

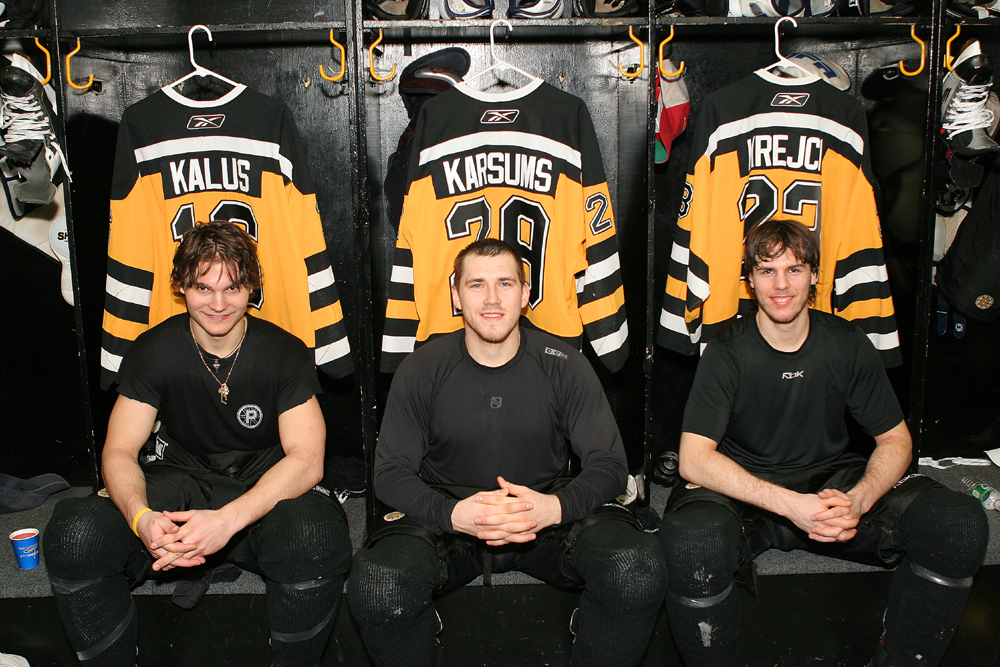
Kalus (li.) mit Mārtiņš Karsums und David Krejčí (2007)

Am 1. Juli 2007 wurde Kalus von den Boston Bruins im Tausch gegen ein Viertrundenwahlrecht für den NHL Entry Draft 2009 an die Minnesota Wild abgegeben. Auch bei diesen kam er in der Folgezeit zunächst nur für deren AHL-Farmteam Houston Aeros zum Einsatz. In der Saison 2008/09 spielte der Linksschütze zudem für den HK MWD Balaschicha in der neu gegründeten Kontinentalen Hockey-Liga, in der er in 17 Spielen zwei Tore vorbereitete. Daraufhin kehrte er ins Farmteam nach Houston zurück, für das er in der folgenden Spielzeit in 66 Spielen 23 Scorerpunkte, davon zwölf Tore, erzielte. Aufgrund guter Leistungen stand er für die Minnesota Wild in der gleichen Spielzeit weitere zwei Mal in der NHL auf dem Eis. Auch die Saison 2010/11 begann der Tscheche bei den Houston Aeros in der AHL, ehe er im März 2011 zu den Columbus Blue Jackets aus der NHL transferiert wurde. Auch diese stellten ihn für den Rest der Spielzeit an ihr AHL-Farmteam Springfield Falcons ab.
Am Saisonende lief sein NHL-Vertrag aus und Kalus erhielt einen Probevertrag bei Jokerit Helsinki. Für Jokerit absolvierte er drei Spiele im Rahmen der European Trophy 2011, erhielt aber keinen Platz im Kader des Klubs. Anfang September 2011 wurde Kalus vom HC Slavia Prag aus der tschechischen Extraliga verpflichtet. Mitte Januar 2012 wurde sein Vertrag aufgelöst, nachdem er zuvor nicht mehr regelmäßig zum Einsatz gekommen war, und wechselte in die Elitserien zu MODO Hockey. Im Sommer 2012 folgte der Wechsel in die italienische Serie A1, wo er beim SHC Fassa unterschrieb.
Im Dezember 2012 wurde er von Djurgården Hockey aus der HockeyAllsvenskan verpflichtet. Ab November 2013 spielte er für die Nottingham Panthers in der Elite Ice Hockey League, nachdem er zuvor kurzzeitig für den HK Dukla Trenčín und nochmals Djurgården aktiv war.
Im Oktober 2016 kehrte Kalus zu den Nottingham Panthers zurück. Einen Monat später wurde er wieder entlassen, um Kristián Kudroč verpflichten zu können.
In der Saison 2015/16 war Kalus für die Brûleurs de Loups de Grenoble in der Ligue Magnus aktiv.

### International
Für Tschechien nahm Kalus im Juniorenbereich an der U18-Junioren-Weltmeisterschaft 2005 und der U20-Junioren-Weltmeisterschaft 2006 teil. Im Seniorenbereich stand er bislang ausschließlich 2008 im Aufgebot seines Landes bei der Euro Hockey Tour.

## Erfolge und Auszeichnungen
- 2006 Bester Torschütze aller WHL-Rookies
- 2014 EIHL-Challenge-Cup-Sieger mit den Nottingham Panthers
- 2015 Dänischer Pokalsieger mit den Herning Blue Fox
- 2017 Polnischer Meister mit KS Cracovia

## Karrierestatistik
(Legende zur Spielerstatistik: Sp oder GP = absolvierte Spiele; T oder G = erzielte Tore; V oder A = erzielte Assists; Pkt oder Pts = erzielte Scorerpunkte; SM oder PIM = erhaltene Strafminuten; +/− = Plus/Minus-Bilanz; PP = erzielte Überzahltore; SH = erzielte Unterzahltore; GW = erzielte Siegtore; 1 Play-downs/Relegation; Kursiv: Statistik nicht vollständig)